# Acanthina
Acanthina,  rod eukariota. Postoje dvije vrste Rod Acanthina nije dodijeljen još nijednoj nižoj skupini eukarita a nekada je bio uključivan u crvene alge.

## Vrste
1. Acanthina bullosa Korde
2. Acanthina multiformis Korde - tipična